# Brosimum acutifolium
Brosimum acutifolium är en mullbärsväxtart. Brosimum acutifolium ingår i släktet Brosimum och familjen mullbärsväxter.

## Underarter
Arten delas in i följande underarter:
- B. a. acutifolium
- B. a. interjectum
- B. a. obovatum